# Tapolczai Gergely
Tapolczai Gergely (1975. december 21. – ) magyar jogász, jelnyelvoktató, sportszervező-menedzser, politikus; 2010. május 14. óta a Fidesz – Magyar Polgári Szövetség országgyűlési képviselője.

## Életrajz

### Tanulmányai
1999-ben a Janus Pannonius Tudományegyetem Állam- és Jogtudományi Kar jogász szakán diplomázott. 2005-ben a Semmelweis Egyetem Testnevelési és Sporttudományi Kar sportszervező-menedzser tanfolyamát végezte el. 2011-ben a Miskolci Egyetemen jelnyelvoktató végzettséget szerzett.
Magyar jelnyelvül és angolul társalgási szinten tud.

### Politikai és közéleti pályafutása
2001 és 2005 között a Fogyatékosok Nemzeti Sportszövetségének jogásza. 2003 és 2006 között a Magyar Siketek Sportszövetségének főtitkára. 2006 és 2010 között a Siketek és Nagyothallók Országos Szövetségének (SINOSZ) ügyvezető igazgatója.
2010. május 14. óta a Fidesz – Magyar Polgári Szövetség országgyűlési képviselője. Az országos listáról került az Országgyűlésbe.